# WNBA Draft 2012
Der WNBA Draft 2012 war die 16. Talentziehung der Women’s National Basketball Association und fand am 16. April 2012 in den ESPN Studios in Bristol im US-Bundesstaat Connecticut statt. Die erste Runde des Draft wurde landesweit auf ESPN2 ausgestrahlt. Die zweite und dritte Runde waren auf den Sendern NBA TV und ESPNU zu sehen.
Mit dem First Overall Draft-Pick wählten die Los Angeles Sparks die US-Amerikanerin Nneka Ogwumike aus. Auf den Plätzen zwei und drei wurden mit Shekinna Stricklen (Seattle Storm) und Devereaux Peters (Minnesota Lynx) zwei weitere US-Amerikanerinnen selektiert. Insgesamt wurden in drei Runden 36 Spielerinnen aus fünf Nationen von den WNBA-Franchises ausgewählt. Als einzige europäische Spielerinnen wurden die Schwedin Farhiya Abdi (Los Angeles Sparks) an Position 13 und die Slowenin Nika Barič (Minnesota Lynx) an Position 20 ausgewählt.

## Draft-Reihenfolge
Die Draft-Reihenfolge wurde am 10. November 2011 nach Abschluss der Saison 2011 durch die Draft-Lotterie bestimmt. Dabei nahmen die vier Teams teil, die sich nicht für die Play-offs in der Saison 2011 qualifizierten; beziehungsweise deren Wahlrecht-Inhaber. Das schlechteste Team der regulären Saison hatte eine Chance von 44,2 Prozent die Lotterie zu gewinnen; das beste der vier nicht für die Playoffs qualifizierten Teams hatte eine Chance von 10,4 Prozent.
Die Minnesota Lynx gewannen die Lotterie und rückten somit vom zweiten auf den ersten Rang in der Draft-Reihenfolge auf.  Die Tulsa Shock, das schlechteste Team der regulären Saison, rutschte trotz der höchsten Siegchancen auf den zweiten Platz in der Draft-Reihenfolge ab.
Die Draft-Reihenfolge der acht Play-off-Teilnehmer wurde anhand deren Tabellenstandes in der regulären Saison gesetzt. Dabei galt, dass die Mannschaft mit den wenigsten Siegen auf Position fünf steht. Die mittels Lotterie ermittelte Draft-Reihenfolge war nur für die erste Runde bedeutend. Die Draft-Reihenfolge der zweiten und dritten Runde wurde rein anhand des Tabellenstandes in der regulären Saison ermittelt. Die Mannschaften hatten allerdings die Möglichkeit über Transfers Wahlrechte anderer Teams zu erwerben beziehungsweise eigene an andere Teams abzugeben.

### Transfer von Erstrunden-Wahlrechten
| Datum          | Von                | Zu                 | Anmerkung |
| -------------- | ------------------ | ------------------ | --- |
| 9. April 2011  | Washington Mystics | Minnesota Lynx     | Die Washington Mystics transferierten ihr Erstrunden-Wahlrecht nach Minnesota im Tausch gegen Nicky Anosike. |
| 11. April 2011 | Atlanta Dream      | Washington Mystics | Die Atlanta Dream transferierten ihr Erstrunden-Wahlrecht, Kelly Miller und Ta’Shia Phillip nach Washington, D.C. im Tausch gegen Lindsey Harding und einem Zweitrunden-Wahlrecht.                                 |
| 29. April 2011 | Seattle Storm      | Washington Mystics | Die Seattle Storm transferierten ihr Erstrunden-Wahlrecht und Jasmine Thomas nach Washington, D.C. im Tausch gegen Jacinta Monroe. In diesem Transfer war mit den Indiana Fever noch ein weiteres Team involviert. |
| 2. Januar 2012 | Chicago Sky        | Seattle Storm      | Die Chicago Sky transferierten ihr Erstrunden-Wahlrecht nach Seattle im Tausch gegen Swin Cash, Le'coe Willingham und einem Zweitrunden-Wahlrecht.                                                                 |

## WNBA Draft

### Runde 1
| #   | Spielerin                | Nationalität       | WNBA-Mannschaft                         | College/Profi-Team         |
| --- | ------------------------ | ------------------ | --------------------------------------- | -------------------------- |
| 1.  | Nneka Ogwumike           | Vereinigte Staaten | Los Angeles Sparks                      | Stanford University        |
| 2.  | Shekinna Stricklen       | Vereinigte Staaten | Seattle Storm (von Chicago Sky)         | University of Tennessee    |
| 3.  | Devereaux Peters         | Vereinigte Staaten | Minnesota Lynx (von Washington Mystics) | University of Notre Dame   |
| 4.  | Glory Johnson            | Vereinigte Staaten | Tulsa Shock                             | University of Tennessee    |
| 5.  | Shenise Johnson          | Vereinigte Staaten | San Antonio Silver Stars                | University of Miami        |
| 6.  | Samantha Prahalis        | Vereinigte Staaten | Phoenix Mercury                         | Ohio State University      |
| 7.  | Kelley Cain              | Vereinigte Staaten | New York Liberty                        | University of Tennessee    |
| 8.  | Natalie Novosel          | Vereinigte Staaten | Washington Mystics (von Atlanta Dream)  | University of Notre Dame   |
| 9.  | Astan Dabo               | Mali               | Connecticut Sun                         | –                          |
| 10. | LaSondra Barrett         | Vereinigte Staaten | Washington Mystics (von Seattle Storm)  | Louisiana State University |
| 11. | Sasha Goodlett           | Vereinigte Staaten | Indiana Fever                           | Georgia Tech University    |
| 12. | Damiris Dantas do Amaral | Brasilien          | Minnesota Lynx                          | –                          |

### Runde 2
| #   | Spielerin        | Nationalität       | WNBA-Mannschaft                                   | College/Profi-Team                          |
| --- | ---------------- | ------------------ | ------------------------------------------------- | ------------------------------------------- |
| 13. | Farhiya Abdi     | Schweden           | Los Angeles Sparks (von Tulsa Shock)              | Frisco Sika                                 |
| 14. | Tiffany Hayes    | Vereinigte Staaten | Atlanta Dream (von Washington Mystics)            | University of Connecticut                   |
| 15. | Khadijah Rushdan | Vereinigte Staaten | Los Angeles Sparks (von Chicago Sky)              | Rutgers University                          |
| 16. | Tyra White       | Vereinigte Staaten | Los Angeles Sparks                                | Texas A&M University                        |
| 17. | Riquna Williams  | Vereinigte Staaten | Tulsa Shock (von San Antonio Silver Stars)        | University of Miami                         |
| 18. | Julie Wojta      | Vereinigte Staaten | Minnesota Lynx (von Phoenix Mercury)              | University of Wisconsin–Green Bay           |
| 19. | Kayla Standish   | Vereinigte Staaten | Minnesota Lynx (von New York Liberty)             | Gonzaga University                          |
| 20. | Nika Barič       | Slowenien          | Minnesota Lynx (von Atlanta Dream)                | Merkur Celjie                               |
| 21. | Chay Shegog      | Vereinigte Staaten | Connecticut Sun                                   | University of North Carolina at Chapel Hill |
| 22. | Keisha Hampton   | Vereinigte Staaten | Seattle Storm                                     | DePaul University                           |
| 23. | Shey Peddy       | Vereinigte Staaten | Chicago Sky (von Indiana Fever via Seattle Storm) | Temple University                           |
| 24. | C'eria Ricketts  | Vereinigte Staaten | Phoenix Mercury (von Minnesota Lynx)              | University of Arkansas                      |

### Runde 3
| #    | Spielerin         | Nationalität       | WNBA-Mannschaft                            | College/Profi-Team                |
| ---- | ----------------- | ------------------ | ------------------------------------------ | --------------------------------- |
| 25.  | Vicki Baugh       | Vereinigte Staaten | Tulsa Shock                                | University of Tennessee           |
| 26.  | Anjale Barrett    | Vereinigte Staaten | Washington Mystics                         | University of Maryland            |
| 27.  | Sydney Carter     | Vereinigte Staaten | Chicago Sky                                | Texas A&M University              |
| 28.  | April Sykes       | Vereinigte Staaten | Los Angeles Sparks                         | Rutgers University                |
| 29.  | Lynetta Kizer     | Vereinigte Staaten | Tulsa Shock (von San Antonio Silver Stars) | University of Maryland            |
| 30.  | Christine Flores  | Vereinigte Staaten | Phoenix Mercury                            | University of Missouri            |
| 31.  | Jacki Gemelos     | Vereinigte Staaten | Minnesota Lynx (von New York Liberty)      | University of Southern California |
| 32.1 | Isabelle Yacoubou | Frankreich         | Atlanta Dream                              | –                                 |
| 33.  | Amanda Johnson    | Vereinigte Staaten | Phoenix Mercury (von Connecticut Sun)      | University of Oregon              |
| 34.  | Courtney Hurt     | Vereinigte Staaten | Indiana Fever (von Seattle Storm)          | Virginia Commonwealth University  |
| 35.  | Briana Gilbreath  | Vereinigte Staaten | Washington Mystics (von Indiana Fever)     | University of Southern California |
| 36.  | Katelan Redmon    | Vereinigte Staaten | New York Liberty (von Minnesota Lynx)      | Gonzaga University                |

- 1 In der dritten Runde entschieden sich die Atlanta Dream für die 26-jährige Französin Isabelle Yacoubou. Dies wurde jedoch in weiterer Folge von der WNBA unterbunden, da im Draft Spielerinnen außerhalb der Vereinigten Staaten nur im Alter von 20 Jahren ausgewählt werden dürfen.[8]